# Ike Willis
Pour les articles homonymes, voir Willis.
Ike Willis (né le 12 novembre 1955) est un chanteur et guitariste américain.
Ike Willis a régulièrement joué aux côtés de Frank Zappa. C'est lui qui interprète le personnage de Joe dans l'album Joe's Garage et de Thing-Fish dans l'album éponyme. Depuis la mort de Frank Zappa en 1993, il s'implique dans des groupes qui rendent hommage à sa musique, notamment The Band From Utopia, The Muffin Men et The Central Scrutinizer Band.

## Discographie
- Shoulda Gone Before I Left (1988)
- Dirty Pictures (1998)

### Discographie (avec Frank Zappa)
- Joe's Garage (1979)
- Tinsel Town Rebellion (1980)
- Shut Up 'N' Play Yer Guitar (1981)
- You Are What You Is (1981)
- Ship Arriving Too Late to Save a Drowning Witch (1982)
- The Man From Utopia (1983)
- Them or Us (1984)
- Thing-Fish (1984)
- Frank Zappa Meets The Mothers Of Prevention (1985)
- Does Humor Belong in Music? (1986)
- Guitar (1988)
- You Can't Do That on Stage Anymore, Vol. 1 (1988)
- Broadway The Hard Way (1989)
- You Can't Do That on Stage Anymore, Vol. 3 (1989)
- The Best Band You Never Heard in Your Life (1991)
- Make A Jazz Noise Here (1991)
- You Can't Do That on Stage Anymore, Vol. 4 (1991)
- You Can't Do That on Stage Anymore, Vol. 6 (1992)